# Liste der Flaggen in der Provinz Lüttich

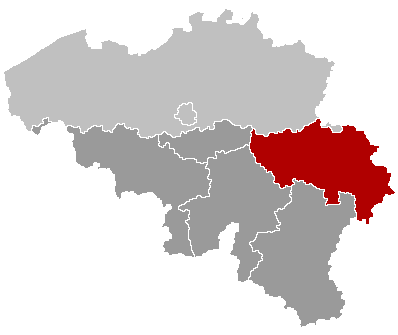
Die Provinz Lüttich in Belgien

Diese Liste zeigt die Flaggen in der Provinz Lüttich, wobei die Gemeinden nach Bezirken geordnet sind.
Die Flagge der Provinz Lüttich ist viergeteilt:
1. in Rot eine Freitreppe, gestützt durch drei voneinander abgewandte liegende Löwen, mit darauf befindlicher Säule, darauf ein Kiefernzapfen, auf der Spitze ein Tatzenkreuz, das Ganze begleitet von den beiden Großbuchstaben L und G, alle golden (Stadt Lüttich);
2. in Rot ein silberner Balken (Herzogtum Bouillon);
3. in Silber drei rotbewehrte und goldgekrönte grüne Löwen (Markgrafschaft Franchimont);
4. zehnfach geteilt von Gold und Rot (Grafschaft Loon);

- die untere Hälfte durch eingebogene goldene Spitze mit drei rot-silbernen Jagdhörnern (2 : 1) gespalten (Grafschaft Hoorn).

Wichtiger Hinweis
Zur Zeit der Erstellung dieses Artikels befinden sich darin nur wenig Flaggenabbildungen, dafür aber die Platzhalter  für fehlende Flaggenabbildungen. Entsprechende Platzhalter  sind auch auf den Wappenlisten üblich und eine Aufforderung, die noch fehlenden Abbildungen zu finden oder zu erstellen und hochzuladen.

## Flagge der Deutschsprachigen Gemeinschaft
Die Deutschsprachige Gemeinschaft (DG) umfasst im Osten der Provinz die neun Gemeinden der beiden Kantone Eupen und Sankt Vith.
| Gemeinschaft | Lage | Flagge | Kommentar |
| ------------ | ---- | ------ | --- |
| DG           |      |        | eingeführt durch Dekret vom 1. Oktober 1990: „Die Fahne (sic!) der Deutschsprachigen Gemeinschaft zeigt auf weißem Grund einen roten Löwen, begleitet von neun blauen Fünfblättern.“ Seitenverhältnis offiziell 1:1, in Gebrauch 2:3 Der Löwe ist der Löwe von Limburg, da diese Region früher zu Limburg gehörte. Die neun Blumen stellen die neun deutschsprachigen Gemeinden dar. |

## Gemeindeflaggen

### Bezirk Huy
| Gemeinde            | Lage | Flagge | Kommentare |
| ------------------- | ---- | ------ | --- |
| Amay                |      |        | angenommen am 22. Dezember 1994: Im Verhältnis 1 : 2 vertikal geteilt: am Liek Rot, an der Flugseite Gelb mit drei blauen horizontalen Streifen. Seitenverhältnis 2:3 |
| Anthisnes           |      |        | angenommen am 4. April 1996: eine in drei gleich breite Streifen grün-weiß-grün geteilte Flagge, auf der Liekseite der obere Streifen belegt mit zwei gelben Scheiben, der mittlere mit drei Hermelinschwänzen und der untere mit einer gelben Scheibe. Seitenverhältnis 2:3 |
| Burdinne            |      |        | . |
| Clavier             |      |        | angenommen am 28. März 1997: . Seitenverhältnis 2:3 |
| Engis               |      |        | . |
| Ferrières           |      |        | . |
| Hamoir              |      |        | . |
| Héron               |      |        | viergeteilt rot-weiß-weiß-blau |
| Huy                 |      |        | eine horizontal zweigeteilte Flagge in Gelb und Rot, die mit Ausnahme des Lieks blaugerandet ist. |
| Marchin             |      |        | . |
| Modave              |      |        | eine vertikal zweigeteilte Flagge in Weiß und Blau, auf dem Spalt belegt mit einem silbernen Wappenschild, darin ein aufgerichteter blauer Löwe. Seitenverhältnis 2:3 |
| Nandrin             |      |        | in fünf gleich breite Streifen horizontal abwechselnd weiß-rot geteilt, in den weißen Streifen je fünf Hermelinschwänze und auf dem zweiten und dritten Streifen ein gelber Turnierkragen.                                                                                   |
| Ouffet              |      |        | . |
| Tinlot              |      |        | . |
| Verlaine            |      |        | . |
| Villers-le-Bouillet |      |        | angenommen am 6. Oktober 1994: . Seitenverhältnis 2:3 |
| Wanze               |      |        | eine weiß-grau-rot-weiß viergeteilte Flagge, im ersten Viertel ein grauer Schild mit einem roten Freiviertel. |

### Bezirk Lüttich
| Gemeinschaft     | Lage | Flagge | Kommentar |
| ---------------- | ---- | ------ | --- |
| Ans              |      |        | eine durch Zinnenschnitt mit drei Zinnen horizontal (60:40) Rot und Gelb geteilte Flagge.                                                                             |
| Awans            |      |        | einfaches Feh |
| Aywaille         |      |        | . |
| Bassenge         |      |        | . |
| Beyne-Heusay     |      |        | . |
| Blégny           |      |        | . |
| Chaudfontaine    |      |        | eine einfache, vertikal zweigeteilte Flagge in Blau und Gelb. |
| Comblain-au-Pont |      |        | . |
| Dalhem           |      |        | . |
| Esneux           |      |        | eine einfache, vertikal zweigeteilte Flagge in Grün und Rot. |
| Flémalle         |      |        | . Seitenverhältnis 2:3 |
| Fléron           |      |        | . |
| Grâce-Hollogne   |      |        | eine Flagge mit elf abwechselnd weißen und blauen horizontalen Streifen, auf den neun mittleren belegt mit einem gelb bewehrten, gezungten und gekrönten roten Löwen. |
| Herstal          |      |        | . |
| Juprelle         |      |        | . |
| Lüttich          |      |        | inoffiziell eine einfache, vertikal zweigeteilte Flagge in Rot und Gelb.                                                                                              |
| Neupré           |      |        | . |
| Oupeye           |      |        | . |
| Saint-Nicolas    |      |        | . |
| Seraing          |      |        | angenommen am 8. Dezember 1992: in der weißen Flagge ein rotes Andreaskreuz, bewinkelt von vier schwarzen Löwen. Seitenverhältnis 2:3                                 |
| Soumagne         |      |        | . |
| Sprimont         |      |        | . |
| Trooz            |      |        | . |
| Visé             |      |        | eine blaue Flagge mit einem fallenden weißen Diagonalstreifen. |

### Bezirk Verviers
| Gemeinschaft       | Lage | Flagge | Kommentar |
| ------------------ | ---- | ------ | --- |
| Amel               |      |        | . |
| Aubel              |      |        | eine einfache, vertikal zweigeteilte Flagge in Grün und Weiß. |
| Baelen             |      |        | angenommen am 18. Dezember 1991: . Seitenverhältnis 2:3 |
| Büllingen          |      |        | . |
| Burg-Reuland       |      |        | . |
| Bütgenbach         |      |        | . |
| Dison              |      |        | . |
| Eupen              |      |        | vertikal zweigeteilt in Rot und Gelb, in der Mitte belegt mit dem Stadtwappen |
| Herve              |      |        | eine einfache, vertikal zweigeteilte Flagge in Blau und Gelb. |
| Jalhay             |      |        | . |
| Kelmis             |      |        | . |
| Lierneux           |      |        | . |
| Limbourg           |      |        | eine einfache, vertikal zweigeteilte Flagge in Rot und Weiß. |
| Lontzen            |      |        | . |
| Malmedy            |      |        | eine horizontal dreigeteilte Flagge in Schwarz, Gelb und Grün. |
| Olne               |      |        | . |
| Pepinster          |      |        | . |
| Plombières         |      |        | . |
| Raeren             |      |        | . |
| Sankt Vith         |      |        | Die Flagge der Stadt ist im Verhältnis 2,5:7:2,5 rot-weiß-rot längsgestreift mit der aufgelegten Wappenfigur in der Mitte. Das Wappen zeigt in Silber einen goldgekrönten, blaugezungten und -bewehrten doppelschwänzigen roten Löwen. |
| Spa                |      |        | eine einfache, vertikal zweigeteilte Flagge in Blau und Weiß. |
| Stavelot           |      |        | eine vertikal dreigeteilte Flagge in Blau, Weiß und Gelb. |
| Stoumont           |      |        | eine einfache, vertikal zweigeteilte Flagge in Grün und Weiß. |
| Theux              |      |        | eine einfache, vertikal zweigeteilte Flagge in Grün und Weiß. |
| Thimister-Clermont |      |        | . |
| Trois-Ponts        |      |        | . |
| Verviers           |      |        | eine einfache, horizontal zweigeteilte Flagge in Grün und Weiß. |
| Waimes             |      |        | eine horizontal in zehn gleich breite abwechselnd schwarze und weiße Streifen geteilte Flagge. |
| Welkenraedt        |      |        | . |

### Bezirk Waremme
| Gemeinschaft            | Lage | Flagge | Kommentar |
| ----------------------- | ---- | ------ | --- |
| Berloz                  |      |        | horizontal gestreift gelb-rot-gelb-rot-gelb |
| Braives                 |      |        | . |
| Crisnée                 |      |        | in weiß fünf rote Rauten, im linken Obereck eine gelbe Gösch mit rotem Andreaskreus. |
| Donceel                 |      |        | blau mit sechs 3 : 2 : 1 gestellten gelben Lilien |
| Faimes                  |      |        | . |
| Fexhe-le-Haut-Clocher   |      |        | durch eine in drei rechtwinkligen Stufen umgebrochene Linie, die am dritten Viertel der Oberkante anfängt und am ersten Viertel der Unterkante aufhört, geteilt in Rot und Weiß.                |
| Geer                    |      |        | . |
| Hannut                  |      |        | senkrecht rot-grün geteilt mit 18 ellipsenförmig angeordneten gelben Sternen. |
| Lincent                 |      |        | . |
| Oreye                   |      |        | . |
| Remicourt               |      |        | angenommen am 18. Dezember 1991: in zehn Streifen horizontal abwechselnd gelb-rot geteilt, in den oberen vier Streifen belegt mit einem dreilätzigen blauen Turnierkragen. Seitenverhältnis 2:3 |
| Saint-Georges-sur-Meuse |      |        | . |
| Waremme                 |      |        | . |
| Wasseiges               |      |        | . |